# Qaradağlı (Beyləqan)
Qaradağlı è un comune dell'Azerbaigian situato nel distretto di Beyləqan. Conta una popolazione di 690 abitanti.